# Noorwegen op het Eurovisiesongfestival 1989
Noorwegen nam deel aan het Eurovisiesongfestival 1989 in Lausanne (Zwitserland). Het was de 29ste keer dat Noorwegen deelnam aan het Eurovisiesongfestival. NRK was verantwoordelijk voor de Noorse bijdrage voor de editie van 1989.

## Selectie procedure
Melodi Grand Prix 1989 was de televisieshow waarin de Noorse kandidaat werd gekozen voor het Eurovisiesongfestival 1989.
De MGP werd georganiseerd in het Forum, te Stavanger en werd gepresenteerd door Øystein Bache. Negen liedjes deden mee in deze finale. Na de eerste ronde bleven de 3 hoogst genoteerde nummers over, waarna een expert jury de winnaar aanduidde.
| Volgorde | Artiest          | Lied                  | Punten | Plaats |
| -------- | ---------------- | --------------------- | ------ | ------ |
| 1        | Heidi Halvorsen  | "Beat for Beat"       | -      | -      |
| 2        | Tor Endresen     | "Til det gryr av dag" | 57     | 2      |
| 3        | Britt Synnøve    | "Venners nærhet"      | 62     | 1      |
| 4        | Rune Rudberg     | "Vinger over Europa"  | -      | -      |
| 5        | Ingeborg Hungnes | "En lite lys"         | 56     | 3      |
| 6        | Ola Fjellvikås   | "Min Mona Lisa"       | -      | -      |
| 7        | Kari Gjærum      | "Barneøyne"           | -      | -      |
| 8        | Jahn Teigen      | "Optimist"            | -      | -      |
| 9        | Kate Gulbrandsen | "Nærhet"              | -      | -      |

## In Lausanne
In Ierland moest Noorwegen optreden als achtste, na het Verenigd Koninkrijk en voor Portugal. Na de stemming bleek dat Noorwegen de 17de plaats had gegrepen met 30 punten.
België had 8 punten over voor de Noorse inzending en Nederland 2 punten.

### Gekregen punten

#### Finale
| 12 punten | 10 punten   | 8 punten | 7 punten                      | 6 punten      |
| --------- | ----------- | -------- | ----------------------------- | ------------- |
|           |             | - België |                               | - Denemarken  |
| 5 punten  | 4 punten    | 3 punten | 2 punten                      | 1 punt        |
| - Turkije | - Frankrijk |          | - Israël - Nederland - Zweden | - Zwitserland |

### Punten gegeven door Noorwegen

#### Finale
Punten gegeven in de finale:
| 12 punten | Verenigd Koninkrijk |
| 10 punten | Denemarken          |
| 8 punten  | Zweden              |
| 7 punten  | Joegoslavië         |
| 6 punten  | Griekenland         |
| 5 punten  | Frankrijk           |
| 4 punten  | Spanje              |
| 3 punten  | Ierland             |
| 2 punten  | België              |
| 1 punt    | Portugal            |

1960 · 1961 · 1962 · 1963 · 1964 · 1965 · 1966 · 1967 · 1968 · 1969 · 1970 · 1971 · 1972 · 1973 · 1974 · 1975 · 1976 · 1977 · 1978 · 1979 · 1980 · 1981 · 1982 · 1983 · 1984 · 1985 · 1986 · 1987 · 1988 · 1989 · 1990 · 1991 · 1992 · 1993 · 1994 · 1995 · 1996 · 1997 · 1998 · 1999 · 2000 · 2001 · 2002 · 2003 · 2004 · 2005 · 2006 · 2007 · 2008 · 2009 · 2010 · 2011 · 2012 · 2013 · 2014 · 2015 · 2016 · 2017 · 2018 · 2019 · 2020 · 2021 · 2022 · 2023 · 2024 · 2025